# Sutvara (Kotor, Crna Gora)
Sutvara je naselje u Boki kotorskoj, u općini Kotor. 

## Stanovništvo

### Nacionalni sastav po popisu 2003.[1]
- Srbi - 253
- Crnogorci - 58
- Hrvati - 1